# Кралимарков камък (Мезек)
Скалният масив Кралимарков камък се намира в местността „Кован кая“ („Пчелната скала“) - разположена на 1.55 km от границата с Гърция и на 4 km от село Мезек. Трапецовидните ниши при Кралимарков камък са най-източно разположените от всички подобни обекти на територията на Източните Родопи. Скалният масив отстои на разстояние от 8 km от Глухите камъни.

## Описание и особености
За пръв път скалният масив е споменат в научните публикации касаещи куполната гробница от „Мал тепе“ през 1930-те като е описан като възможно тракийско светилище в местността „Кован кая“. През 1970-те обектът е споменат и в публикация относно научна експедиция осъществила теренно проучване на някои обекти с трапецовидни ниши на територията на Източните Родопи организирана от сп. Космос (експедиция „Космос-Родопи 1970“).